# Puerto de las Nieves

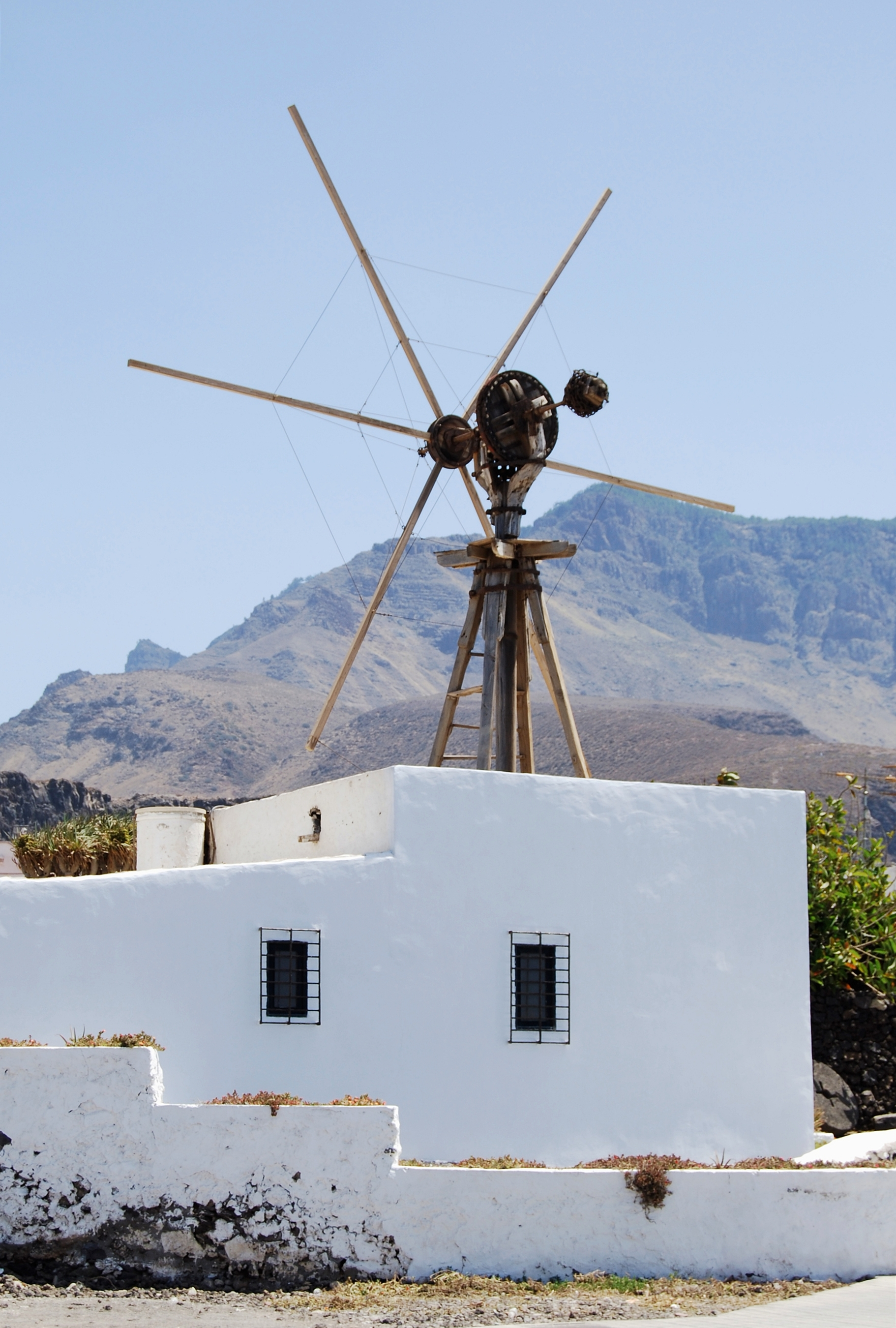
Windmühle am Puerto de las Nieves

Puerto de las Nieves ist ein zu Agaete gehörender Küstenort im Norden der Insel Gran Canaria. Das Wahrzeichen war der Dedo de Dios (‚Finger Gottes‘), eine von Wind und Wetter geschliffene Felsnadel, die wie ein knochiger Finger steil vor dem Kliff aus dem Meer ragte. Am 29. November 2005 knickte der Tropensturm Delta den Finger ab.
Der Ort verfügt über einen Hafen, von wo aus die private Reederei Fred. Olsen Express eine regelmäßige Fährverbindung nach Teneriffa anbietet. Besonders am Wochenende ist Puerto de las Nieves ein beliebtes Ausflugsziel der Einwohner von Las Palmas. Es gibt eine Reihe von Restaurants, die insbesondere fangfrischen Fisch anbieten.

## Sehenswürdigkeiten und Ausflugsziele
- Die Kapelle Virgen de las Nieves mit dem Triptychon des Flamen Joos van Cleve, das hier seit dem 16. Jh. gehütet wird. Es zeigt in der Mitte Maria mit dem Kind.
- Das Valle de Agaete (Barranco de Agaete) ist ein liebliches Tal und beginnt direkt hinter Agaete.